# Ana Bogdan
Ne pas confondre avec Elena Bogdan également joueuse de tennis.
Ana Bogdan, née le 25 novembre 1992 à Sinaia, est une joueuse de tennis professionnelle roumaine.

## Carrière
En janvier 2009, Ana Bogdan atteint la place de n°2 mondiale chez les juniors grâce à ses victoires au Coffee Bowl, au Banana Bowl et à l'Osaka Mayor's Cup, puis accède aux demi-finales de l'Open d'Australie junior.
Elle fait ses débuts sur le circuit WTA lors des qualifications du tournoi de Madrid en mai 2009. Entre 2011 et 2013, elle remporte sept tournois ITF en Turquie. Fin 2014, elle parvient jusqu'en demi-finale du tournoi WTA 125 de Taïwan.

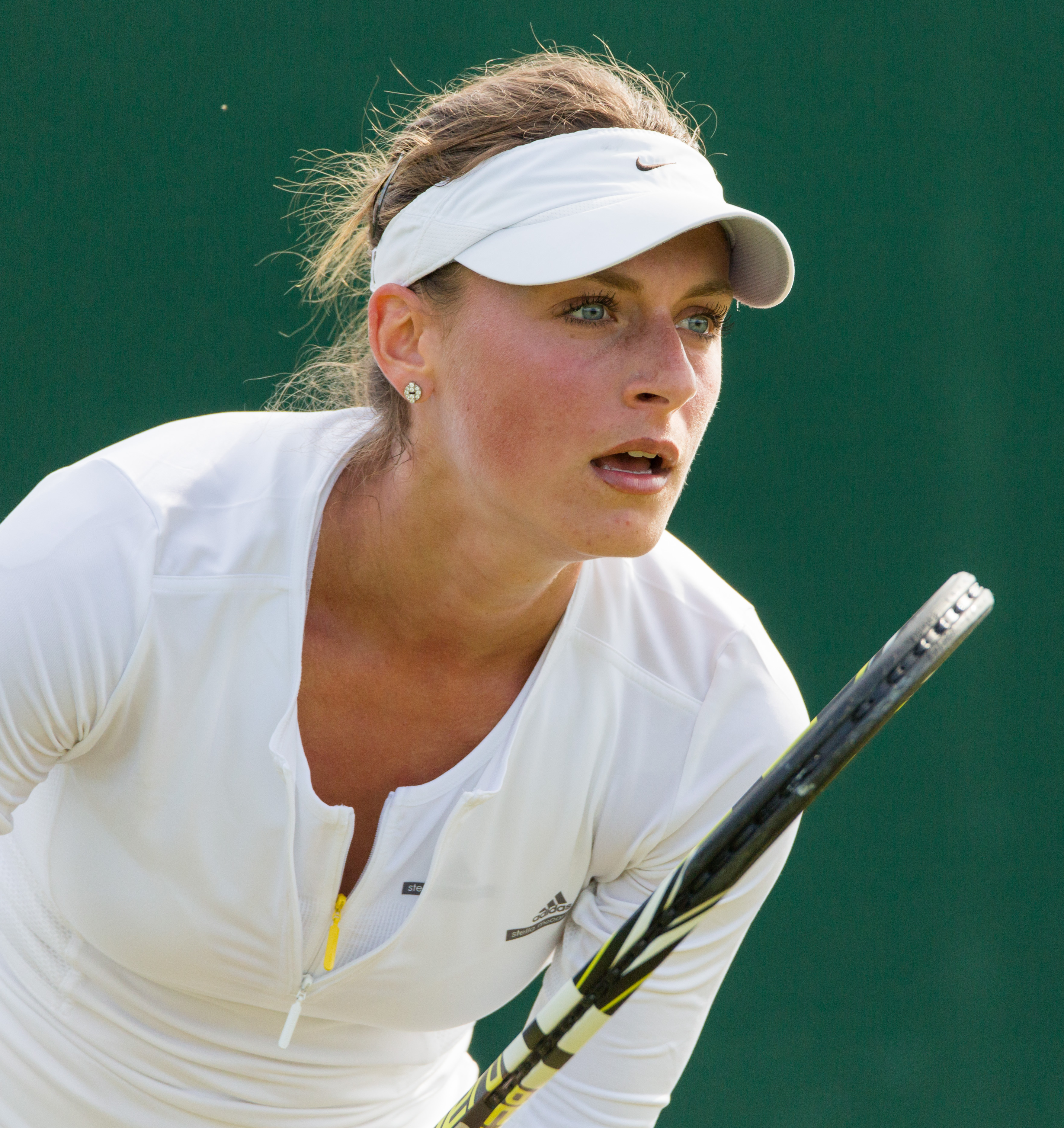
Ana Bogdan à Wimbledon en 2015.

Lors de sa saison 2015, elle se qualifie à plusieurs reprises pour des tournois WTA mais obtient ses principaux résultats sur le circuit secondaire en s'imposant sur les tournois $25,000 de Mamaia, Sofia et Bath.
En 2016, titrée en début d'année à Grado, elle se distingue au mois d'août en disputant les demi-finales du tournoi de Florianópolis après avoir battu la tête de série n°1 Jelena Janković, puis en se qualifiant pour l'US Open. L'année suivante, elle est notamment demi-finaliste du tournoi de Bucarest grâce à une victoire sur la 17e mondiale Anastasija Sevastova. Elle élimine également le mois suivant Elena Vesnina, 18e mondiale, lors du tournoi de New Haven.
Elle commence sa saison 2018 par un 3e tour à l'Open d'Australie où elle élimine Kristina Mladenovic (11e mondiale) et Yulia Putintseva avant de s'incliner contre Madison Keys. Début avril, elle est successivement demi-finaliste des tournois de Monterrey face à Garbiñe Muguruza et à Bogota contre Anna Schmiedlová. Elle passe également le premier tour du tournoi de Roland-Garros en éliminant Markéta Vondroušová et de l'US Open en écartant une autre joueuse tchèque, Marie Bouzková. Grâce à ces résultats elle termine pour la première fois la saison dans le top 100 à la 71e place. En 2019, elle obtient pour seuls résultats significatifs deux titres ITF en fin d'année à Saint-Étienne et Dubaï.
Elle dispute début février 2024 sa deuxième finale dans un WTA 250, dans son pays à Cluj. Elle sort Alycia Parks (7-5, 7-5), la jeune Russe Erika Andreeva, sortie des qualifications (6-4, 6-4), la tête de série numéro une Arantxa Rus (3-6, 7-6, 7-6) et sa compatriote Jaqueline Cristian en demi-finale (6-3, 3-6, 6-4). Elle fait face à Karolína Plíšková, ancienne numéro une mondiale en finale et s'incline (4-6, 3-6), devenant la troisième joueuse Roumaine en quatre ans à perdre en finale du tournoi.

## Palmarès

### Titre en simple dames
Aucun

### Finales en simple dames
| No | Date       | Nom et lieu du tournoi            | Catégorie | Dotation  | Surface      | Vainqueure        | Score    |          |
| -- | ---------- | --------------------------------- | --------- | --------- | ------------ | ----------------- | -------- | -------- |
| 1  | 25-07-2022 | BNP Paribas Poland Open, Varsovie | WTA 250   | 251 750 $ | Terre (ext.) | Caroline Garcia   | 6-4, 6-1 | Parcours |
| 2  | 05-02-2024 | Transylvania Open, Cluj-Napoca    | WTA 250   | 267 082 $ | Dur (int.)   | Karolína Plíšková | 6-4, 6-3 | Parcours |

### Titres en simple en WTA 125
| No | Date       | Nom et lieu du tournoi   | Catégorie | Dotation  | Surface      | Finaliste          | Score         |          |
| -- | ---------- | ------------------------ | --------- | --------- | ------------ | ------------------ | ------------- | -------- |
| 1  | 01-08-2022 | BCR Iași Open, Iași      | WTA 125   | 115 000 $ | Terre (ext.) | Panna Udvardy      | 6-2, 3-6, 6-1 | Parcours |
| 2  | 17-07-2023 | BCR Iași Open, Iași      | WTA 125   | 115 000 $ | Terre (ext.) | Irina-Camelia Begu | 6-2, 6-3      | Parcours |
| 3  | 18-09-2023 | Parma Ladies Open, Parme | WTA 125   | 115 000 $ | Terre (ext.) | A.K. Schmiedlová   | 7-5, 6-1      | Parcours |

### Finale en simple en WTA 125
| No | Date       | Nom et lieu du tournoi   | Catégorie | Dotation  | Surface    | Vainqueure          | Score    |          |
| -- | ---------- | ------------------------ | --------- | --------- | ---------- | ------------------- | -------- | -------- |
| 1  | 13-12-2021 | Open de Limoges, Limoges | WTA 125   | 115 000 $ | Dur (int.) | Alison Van Uytvanck | 6-2, 7-5 | Parcours |

## Parcours en Grand Chelem

### En simple dames
| Année | Open d'Australie | Open d'Australie   | Internationaux de France | Internationaux de France | Wimbledon       | Wimbledon                | US Open         | US Open            |
| ----- | ---------------- | ------------------ | ------------------------ | ------------------------ | --------------- | ------------------------ | --------------- | ------------------ |
| 2015  | Q1               | Petra Martić       | Q1                       | Patricia Maria Țig       | Q1              | Lourdes Domínguez        | —               | —                  |
| 2016  | —                | —                  | —                        | —                        | Q1              | Mandy Minella            | 2e tour (1/32)  | Monica Niculescu   |
| 2017  | 1er tour (1/64)  | Elena Vesnina      | 1er tour (1/64)          | Ons Jabeur               | 2e tour (1/32)  | Caroline Garcia          | 2e tour (1/32)  | Monica Niculescu   |
| 2018  | 3e tour (1/16)   | Madison Keys       | 2e tour (1/32)           | Angelique Kerber         | 1er tour (1/64) | Lara Arruabarrena        | 2e tour (1/32)  | Karolína Plíšková  |
| 2019  | 1er tour (1/64)  | Iga Świątek        | Q2                       | Conny Perrin             | 1er tour (1/64) | Johanna Konta            | 2e tour (1/32)  | Petra Martić       |
| 2020  | Q3               | Ann Li             | 2e tour (1/32)           | Sofia Kenin              | Annulé          | Annulé                   | —               | —                  |
| 2021  | 1er tour (1/64)  | Danielle Collins   | 3e tour (1/16)           | Paula Badosa             | 1er tour (1/64) | Anastasia Pavlyuchenkova | 1er tour (1/64) | Rebeka Masarova    |
| 2022  | —                | —                  | 1er tour (1/64)          | Victoria Azarenka        | 2e tour (1/32)  | Petra Kvitová            | Q2              | F. Contreras Gómez |
| 2023  | 1er tour (1/64)  | Anna Bondár        | 1er tour (1/64)          | Camila Osorio            | 3e tour (1/16)  | Lesia Tsurenko           | 1er tour (1/64) | Sofia Kenin        |
| 2024  | 1er tour (1/64)  | Brenda Fruhvirtová | 3e tour (1/16)           | Elina Svitolina          | 1er tour (1/64) | Cristina Bucșa           | 1er tour (1/64) | Arantxa Rus        |
| 2025  | Q1               | Destanee Aiava     | Q1                       | Dalma Gálfi              |                 |                          |                 |                    |

N.B. : à droite du résultat se trouve le nom de l'ultime adversaire.

### En double dames
| Année | Open d'Australie                                                                          | Open d'Australie                                                                 | Internationaux de France                                                                   | Internationaux de France                                                            | Wimbledon                                                                             | Wimbledon | US Open                                                                                  | US Open |
| ----- | ----------------------------------------------------------------------------------------- | -------------------------------------------------------------------------------- | ------------------------------------------------------------------------------------------ | ----------------------------------------------------------------------------------- | ------------------------------------------------------------------------------------- | --------- | ---------------------------------------------------------------------------------------- | ------- |
| 2018  | —                                                                                         | —                                                                                | 1er tour (1/32) O. Savchuk \|\| style="text-align:left;" \| Duan Y.-Y. A. Sasnovich        | 2e tour (1/16) K. Christian \|\| style="text-align:left;" \| I.C. Begu M. Niculescu | 1er tour (1/32) Y. Putintseva \|\| style="text-align:left;" \| V. Azarenka Chan Y.-j. |           |                                                                                          |         |
| 2019  | 1er tour (1/32) Ar. Rodionova \|\| style="text-align:left;" \| B. Krejčíková K. Siniaková | —                                                                                | —                                                                                          | —                                                                                   | —                                                                                     | —         | —                                                                                        |         |
| 2020  | —                                                                                         | —                                                                                | 1er tour (1/32) R. Peterson \|\| style="text-align:left;" \| M. Bouzková A. Rus            | Annulé                                                                              | Annulé                                                                                | —         | —                                                                                        |         |
| 2021  | 1er tour (1/32) R. Peterson \|\| style="text-align:left;" \| B. Krejčíková K. Siniaková   | —                                                                                | —                                                                                          | —                                                                                   | —                                                                                     | —         | —                                                                                        |         |
| 2022  | —                                                                                         | —                                                                                | —                                                                                          | —                                                                                   | —                                                                                     | —         | 2e tour (1/16) S. Santamaria \|\| style="text-align:left;" \| B. Krejčíková K. Siniaková |         |
| 2023  | 1er tour (1/32) T. Maria \|\| style="text-align:left;" \| O. Gadecki P. Hon               | 1er tour (1/32) B. Pera \|\| style="text-align:left;" \| A. Muhammad G. Olmos    | 2e tour (1/16) J. Cristian \|\| style="text-align:left;" \| L. Marozava I. Gamarra Martins | —                                                                                   | —                                                                                     |           |                                                                                          |         |
| 2024  | 2e tour (1/16) R. Masarova \|\| style="text-align:left;" \| D. Krawczyk E. Shibahara      | 1er tour (1/32) J. Cristian \|\| style="text-align:left;" \| A. Anshba A. Dețiuc | 1er tour (1/32) J. Cristian \|\| style="text-align:left;" \| M. Linette P. Stearns         |                                                                                     |                                                                                       |           |                                                                                          |         |

N.B. : le nom de la partenaire se trouve sous le résultat ; les noms des ultimes adversaires se trouvent à droite.

## Parcours en «Premier» et WTA 1000
Les tournois WTA « Premier Mandatory » et « Premier 5 » (entre 2009 et 2020) et WTA 1000 (à partir de 2021) constituent les catégories d'épreuves les plus prestigieuses, après les quatre levées du Grand Chelem. 

De 2009 à 2023, les tournois Premier Mandatory (dits tournois WTA 1000 obligatoires entre 2021 et 2023) regroupent Indian Wells, Miami, Madrid et Pékin, les autres constituant les tournois Premier 5 (tournois WTA 1000 non-obligatoires). À partir de 2024, le nombre de tournois WTA 1000 passe à 10 par saison (fin de l’alternance Doha / Dubaï), ces derniers devenant tous obligatoires et offrant tous 1000 points à la vainqueure (contre 900 points précédemment pour les tournois Premier 5).

### En simple dames
| Année |       |                |                                |                             |                               |                              |                               |                              |                             |                          |  |        |
| Doha  | Dubaï | Indian Wells   | Miami                          | Madrid                      | Rome                          | Canada                       | Cincinnati                    | Pékin                        |                             | Wuhan                    |  |        |
| Doha  | Dubaï | Indian Wells   | Miami                          | Madrid                      | Rome                          | Canada                       | Cincinnati                    | Pékin                        | Guadalajara                 |                          |  |        |
| Doha  | Dubaï | Indian Wells   | Miami                          | Madrid                      | Rome                          | Canada                       | Cincinnati                    | Pékin                        |                             |                          |  |        |
| 2018  |       |                | Hors catégorie                 |                             |                               |                              |                               | 1er tour (1/32) A. Sabalenka | 1er tour (1/32) E. Makarova |                          |  |        |
|       |       |                |                                |                             |                               |                              |                               |                              |                             |                          |  |        |
| 2021  |       | Hors catégorie | 1er tour (1/32) M. Vondroušová |                             |                               | 1er tour (1/32) A. Sevastova |                               |                              |                             | Annulé                   |  | Annulé |
|       |       |                |                                |                             |                               |                              |                               |                              |                             |                          |  |        |
| 2023  |       | Hors catégorie | 3e tour (1/8) J. Pegula        |                             | 1er tour (1/64) R. Montgomery | 2e tour (1/32) S. Rogers     | 2e tour (1/32) C. Garcia      |                              |                             |                          |  |        |
| 2024  |       |                |                                | 1er tour (1/64) D. Shnaider | 1er tour (1/64) K. Siniaková  | 1er tour (1/64) Wang X.      | 2e tour (1/32) M. Vondroušová |                              |                             | 1er tour (1/64) S. Kenin |  |        |

Sous le résultat, l’ultime adversaire.
1. 1 2   Les tournois de Doha et Dubaï alternent le statut de tournoi WTA 1000 (ex Premier 5) entre 2009 et 2023 : les trois premières éditions ont lieu à Dubaï, les trois suivantes à Doha, puis Dubaï accueille le tournoi de cette catégorie les années impaires et Dubaï les années paires. De 2011 à 2023, la ville qui n’accueille pas de WTA 1000 organise à la place un tournoi WTA 500 (ex Premier).
2. 1 2 3 4 5 6 7   L’ordre de déroulement des tournois a évolué depuis 2009 : Rome se dispute avant Madrid et Cincinnati avant Montréal/Toronto jusqu’en 2010, tandis que Tokyo/Wuhan/Guadalajara ont lieu avant Pékin jusqu’en 2023.
3. 1 2  Du fait de la pandémie de Covid-19, les tournois d’Indian Wells, de Miami, de Madrid, du Canada, de Wuhan et de Pékin sont annulés en 2020. Ces deux derniers le sont également en 2021. Pour des raisons d’organisation, le tournoi de Cincinnati 2020 a exceptionnellement lieu à Flushing Meadows à New York.

## Parcours aux Jeux olympiques

### En simple dames
| # | Date       | Nom de l'olympiade         | Surface             | Résultat        | Ultime adversaire | Score    |          |
| - | ---------- | -------------------------- | ------------------- | --------------- | ----------------- | -------- | -------- |
| 1 | 27/07/2024 | Olympic Tennis Event Paris | Terre battue (ext.) | 1er tour (1/32) | Jasmine Paolini   | 7-5, 6-3 | Parcours |

### En double dames
| # | Date       | Nom de l'olympiade         | Surface             | Résultat        | Partenaire         | Ultimes adversaires        | Score    |          |
| - | ---------- | -------------------------- | ------------------- | --------------- | ------------------ | -------------------------- | -------- | -------- |
| 1 | 27/07/2024 | Olympic Tennis Event Paris | Terre battue (ext.) | 1er tour (1/16) | Jaqueline Cristian | Shuko Aoyama Ena Shibahara | 6-2, 6-3 | Parcours |

## Classements WTA en fin de saison
| Année          | 2007 | 2008 | 2009 | 2010 | 2011 | 2012 | 2013 | 2014 | 2015 | 2016 | 2017 | 2018 | 2019 | 2020 | 2021 | 2022 | 2023 | 2024 |
| Rang en simple | 864  | 794  | 503  | 804  | 616  | 538  | 314  | 241  | 161  | 118  | 115  | 71   | 135  | 92   | 112  | 48   | 67   | 116  |
| Rang en double | –    | 963  | –    | –    | 1165 | 883  | 746  | 829  | 711  | 1064 | 436  | 386  | 212  | 220  | 667  | 324  | 377  | 405  |

Source : (en) Classements de Ana Bogdan sur le site officiel de la Fédération internationale de tennis